# Paul N. J. Ottosson
Paul N. J. Ottosson (nacido el 25 de febrero de 1966) es un diseñador de sonido sueco. Ha recibido numerosos galardones, incluidos tres premios de la Academia, un premio BAFTA y un premio Primetime Emmy, y ha trabajado en más de 130 películas desde 1995.

## Filmografía seleccionada
- Uncharted (2022)
- The Boss Baby: Family Business (2021)
- Bloodshot (2020)
- A Series of Unfortunate Events (2017-2019)
- The Boss Baby (2017)
- Detroit (2017)
- Independence Day: Resurgence (2016)
- Penguins of Madagascar (2014)
- Fury (2014)
- White House Down (2013)
- Zero Dark Thirty (2012)
- Men in Black 3 (2012)
- Battle: Los Angeles (2011)
- 2012 (2009)
- Terminator Salvation (2009)
- The Hurt Locker (2008)
- Spider-Man 3 (2007)
- Spider-Man 2 (2004)
- The Dentist 2 (1998)

## Premios y distinciones
Premios Óscar
| Año  | Categoría               | Película            | Resultado |
| ---- | ----------------------- | ------------------- | --------- |
| 2005 | Mejor edición de sonido | Spider-Man 2        | Nominado  |
| 2010 | Mejor edición de sonido | The Hurt Locker     | Ganador   |
| 2010 | Mejor sonido            | The Hurt Locker     | Ganador   |
| 2013 | Mejor edición de sonido | La noche más oscura | Nominado  |

| Año  | Premio                      | Categoría                                                                                        | Película                     | Resultado | Ref.                      |
| ---- | --------------------------- | ------------------------------------------------------------------------------------------------ | ---------------------------- | --------- | ------------------------- |
| 1998 | Premios Primetime Emmy      | Premio Primetime Emmy a la Mejor Edición de Sonido para un Programa de Realidad o no Ficción     | Rat                          | Ganador   | [ 4 ] [ nota 1 ]          |
| 2001 | Golden Reel Awards          | Mejor Edición de Sonido - Películas para televisión y especiales                                 | Operation Sandman            | Nominado  | [ 5 ] [ nota 2 ]          |
| 2002 | Golden Reel Awards          | Mejor Edición de Sonido: Película de Animación, Nacional y Extranjero                            | Jimmy Neutrón: el niño genio | Nominado  | [ 5 ] [ 6 ] [ nota 3 ]    |
| 2005 | Premios Satellite           | Mejor sonido                                                                                     | Spider-Man 2                 | Nominado  | [ nota 4 ]                |
| 2005 | Premios BAFTA               | Mejor sonido                                                                                     | Spider-Man 2                 | Nominado  | [ 7 ] [ nota 5 ]          |
| 2005 | Golden Reel Awards          | Mejor Edición de Sonido en Largometrajes Domésticos                                              | Spider-Man 2                 | Nominado  | [ 5 ] [ 8 ] [ nota 6 ]    |
| 2008 | Golden Reel Awards          | Mejor Edición de Sonido - Efectos de Sonido y Foley para Largometraje                            | Spider-Man 3                 | Nominado  | [ 5 ] [ 9 ] [ nota 7 ]    |
| 2009 | Premios Satellite           | Mejor sonido                                                                                     | 2012                         | Ganador   | [ 10 ] [ nota 8 ]         |
| 2010 | Golden Reel Awards          | Mejor edición de sonido - Diálogo y ADR en un largometraje                                       | The Hurt Locker              | Nominado  | [ 11 ] [ 12 ] [ nota 9 ]  |
| 2010 | Golden Reel Awards          | Mejor edición de sonido - Mejor edición de sonido - Efectos de sonido y Foley en un largometraje | The Hurt Locker              | Nominado  | [ 11 ] [ 12 ] [ nota 10 ] |
| 2010 | Golden Reel Awards          | Mejor edición de sonido - Mejor edición de sonido - Efectos de sonido y Foley en un largometraje | 2012                         | Nominado  | [ 11 ] [ 12 ] [ nota 11 ] |
| 2010 | Premios BAFTA               | Mejor sonido                                                                                     | The Hurt Locker              | Ganador   | [ 13 ] [ nota 12 ]        |
| 2010 | Cinema Audio Society Awards | Mejor mezcla de sonido para películas                                                            | The Hurt Locker              | Ganador   | [ 14 ] [ nota 13 ]        |
| 2013 | Cinema Audio Society Awards | Mejor mezcla de sonido para películas: acción en vivo                                            | La noche más oscura          | Nominado  | [ 15 ] [ nota 14 ]        |
| 2015 | Cinema Audio Society Awards | Mejor mezcla de sonido para una película animada                                                 | Los pingüinos de Madagascar  | Nominado  | [ 16 ] [ 17 ] [ nota 15 ] |
| 2015 | Golden Reel Awards          | Mejor edición de sonido: efectos de sonido y Foley en una función en idioma inglés               | Fury                         | Nominado  | [ 18 ] [ 19 ] [ nota 16 ] |
| 2018 | Golden Reel Awards          | Mejor Edición de Sonido - Diálogo y ADR para Largometraje                                        | Detroit                      | Nominado  | [ 20 ] [ 21 ] [ nota 17 ] |